# Estrepsicerotinis
Els estrepsicerotinis (Strepsicerotini) són una tribu de bovins que només es troben al continent africà (a diferència dels boselafinis i bovinis que són principalment asiàtics. Els membres d'aquest grup tenen una mida gran, una constitució lleugera, un coll llarg i presenten un dimorfisme sexual considerable. Set de les nou espècies es troben lleugerament amenaçades depenen de la conservació, mentre que les altres dues, l'eland i l'eland de Derby, estan segures.
- Família Bovidae
  - Subfamília Bovinae
    - Tribu Strepsicerotini
      - Gènere Tragelaphus
        - Sitatunga, Tragelaphus spekeii
        - Niala, Tragelaphus angasii
        - Antílop jeroglífic, Tragelaphus scriptus
        - Niala de muntanya Tragelaphus buxtoni
        - Cudú petit, Tragelaphus imberbis
        - Cudú gros, Tragelaphus strepsiceros
        - Bongo, Tragelaphus eurycerus

      - Gènere Taurotragus
        - Eland, Taurotragus oryx
        - Eland de Derby, Taurotragus derbianus